# L'Aiglon (film, 1931)
Pour les articles homonymes, voir L'Aiglon.
Pour plus de détails, voir Fiche technique et Distribution.
L'Aiglon est un film français réalisé par Victor Tourjanski, sorti en 1931. C'est une adaptation de la pièce éponyme d'Edmond Rostand.
Pour la version allemande, voir Der Herzog von Reichstadt (film, 1931).

## Synopsis
Des amis incitent l'Aiglon, exilé au Château de Schönbrunn, à rejoindre la France où le peuple l'attend. Mais la conjuration est démasquée. Le Duc de Reichstadt, malade, meurt quelques mois plus tard, rêvant à son père dont plus personne ne lui parle, et à la grande armée.

## Fiche technique
- Titre : L'Aiglon
- Réalisation : Victor Tourjanski
- Scénario : Wolfgang Goetz, Pierre-Gilles Veber et Adolf E. Licho d'après la pièce éponyme d'Edmond Rostand
- Photographie : Nicolas Toporkoff
- Musique : Édouard Flament
- Production : Adolphe Osso
- Pays d'origine : France
- Format : Noir et blanc
- Genre : drame
- Durée : 109 minutes
- Date de sortie : 1931
- Affiche : Roland Coudon (France)

## Distribution
- Jean Weber : l'aiglon
- Victor Francen : Flambeau
- Henri Desfontaines : Klemens Wenzel von Metternich
- Simone Vaudry : Thérèse de Lorget
- Georges Colin : Auguste Frédéric Viesse de Marmont
- Jeanne Boitel : la comtesse Camerata
- Jenny Hélia : Marie-Louise d'Autriche
- Paulette Fordyce : Fanny Elssler
- Henri Debain : le sergent
- Jean Diener : le docteur
- Émile Drain : Napoléon Ier
- Camille Beuve : le général Hartmann
- Henri Kerny : Sedlinsky
- Georges Deneubourg